# Познанский, Александр Николаевич
Александр Николаевич Познанский (англ. Alexander Poznansky; род. 1950) — российско-американский историк, литератор, исследователь жизни и творчества П. И. Чайковского.
Александр Познанский родился в 1950 году в Выборге. В 1968 году он переехал в Ленинград, где учился на историческом факультете Ленинградского государственного университета. Будучи студентом, Александр Познанский принимал участие в диссидентском движении. В результате конфликта с советскими властями в 1977 году он был вынужден эмигрировать на Запад.
Позже Александр Познанский начал работать в Славянском и Восточноевропейском отделе библиотеки Йельского университета. Публиковался в «Новом журнале» и «Русской мысли». В 1980-х годах начал изучать биографию Петра Чайковского. На основе этой работы в 1988 году Александр Познанский опубликовал в журнале «19th Century Music» статью «Самоубийство Чайковского: Миф и реальность», в которой опроверг бытовавшие на Западе представления о якобы насильственной смерти композитора. В 1991 году он издал книгу «Чайковский: В поисках внутреннего „я“», которая вызвала большой интерес в музыкальном мире и была переведена на несколько языков.